# Zico Paul Friday
Zico Paul Friday (Magwi, 1º novembre 1994) è un calciatore sudsudanese, difensore del Kalamunda City.

## Carriera

### Club
Gioca dal 2012 al 2014 al Perth. Nel 2015 si trasferisce al Cockburn City.

### Nazionale
Debutta in nazionale il 7 giugno 2015, in Kenya-Sudan del Sud. Colleziona un'altra presenza sei giorni dopo, in Mali-Sudan del Sud.